# 테이레시아스

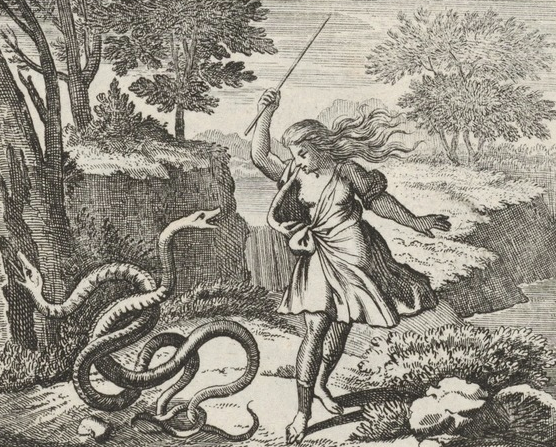
테이레시아스는 교미하는 뱀을 때리고 여자가 되었다. 1690년경 요한 울리히 크라우스의 판화.

테이레시아스(그리스어: Τειρεσίας)는 그리스 신화에 등장하는, 테베 출신 맹인 예언자다. 신통력으로 유명했고 여자로 변신해서 7년을 살았던 적이 있으며 남들의 7배를 살았다. 양치기 에베레스와 님프 카리클로의 아들로 태어났다.
테이레시아스에 대한 이야기는 크게 세 개의 이야기가 있다. 테이레시아스의 성전환과 그 뒤 제우스, 헤라와 만난 이야기가 첫 번째고, 아테나 때문에 눈이 멀게 되었다는 것이 두 번째다. 마지막 세 번째는 신들의 비밀을 까발렸다가 벌을 받아서 눈이 멀었다고 하는데 상세한 줄거리가 보존되지 못했다.
테이레시아스의 예언력이 발현되는 형태도 전승에 따라 제각각 다르다. 어디에서는 미래가 보이는 능력이라고도 하고, 어디서는 새의 노래소리를 듣고 그것을 해석한다고 하며, 어디에서는 불을 태워서 그 연기의 모습을 해석한다고 한다.

## 성전환과 예언력
테이레시아스는 펠로폰네소스의 킬레네 산에서 교미하는 한 쌍의 뱀을 보고 지팡이를 휘둘러 두 뱀을 떼어 놓았다. 이것을 본 헤라가 노했고 그를 여자로 변신시켜 벌을 내렸다. 여자가 된 테이레시아스는 헤라의 여신관이 되어서 결혼하고 아이까지 낳으며 살았는데, 아이들 중 만토는 어머니와 마찬가지로 예언력을 지니고 있었다. 일부 판본에서는 여자가 된 테이레시아스는 여신관이 아니라 유명한 매춘부가 되었다는 것도 있다. 여자가 되고 나서 7년 뒤 테이레시아스는 또다시 교미하는 뱀들과 마주쳤다. 이때 이번에는 뱀들을 가만히 놔두고 지나갔다고도 하고, 히기누스의 기록에서는 뱀들을 짓밟아 버렸다고 한다. 둘 중 어느 쪽이든 그 행동을 한 결과 테이레시아스는 남자로 돌아갔다.
《비블리오테케》를 보면 테이레시아스가 맹인이 된 경위에 대해 서로 다른 이야기들이 수록되어 있다. 먼저 가장 단순한 이야기는 테이레시아스가 신들의 비밀을 누설했기에 벌을 받아서 그렇게 되었다는 것이다.
시인 레로스의 페레키데스가 노래했다는 다른 이야기에서는, 테이레시아스가 목욕하는 아테나의 나체를 보았기 때문에 아테나에 의해 눈이 멀었다고 한다. 테이레시아스의 어머니 카리클로는 아테나를 모시는 님프였는데 아테나에게 저주를 거두어 달라고 빌었으나 아테나도 그럴 수가 없었다. 대신 아테나는 테이레시아스의 귀를 트이게 해 주었고, 그 결과 새들의 노래소리를 알아듣고 앞날을 예측할 수 있게 되었다.
한편, 오비디우스의 《변신 이야기》에도 수록된 이야기에서는 헤라와 그 남편 제우스 사이의 논쟁이 원인이었다고 한다. 부부는 성교를 할 때 남녀 중 더 많은 쾌락을 느끼는 것이 누구냐는 주제로 말다툼을 벌였다. 헤라는 남자일 것이라고 했고 제우스는 여자일 것이라고 했다. 이에 남녀를 모두 경험해 본 테이레시아스가 증인으로 불려나왔다. 테이레시아스는 “남녀의 쾌감을 합친 것이 10이라면 남자가 느끼는 것은 그 중 1에 불과합니다”라고 대답했다. 이 소리를 들은 헤라는 그 자리에서 테이레시아스의 눈을 멀게 만들어 버렸다. 제우스도 그녀의 저주를 철회할 수 없었기에 대신 미래를 볼 수 있는 능력을 주고 수명을 보통 인간의 7배로 늘려 주었다고 한다.

## 테이레시아스와 테베
테이레시아스는 테베의 역사를 소재로 하는 그리스 비극에 빈번히 등장한다.
에우리디피데스의 《박코스 여신도들》에서 테이레시아스는 테베의 초대 왕인 카드모스와 함께 나타나 디오니소스를 신으로 인정하지 않으려는 현재 왕 펜테우스에게 경고한다.
소포클레스의 《오이디푸스 왕》에서는 테베의 왕 오이디푸스가 전대 왕 라이우스를 죽인 범인을 찾기 위해 테이레시아스를 불러온다. 테이레시아스는 처음에 답변을 하길 거부하고 범인은 오이디푸스가 잡고 싶어하지 않을 누군가라는 애매한 말만 한다. 그러나 오이디푸스가 계속 강요하자 테이레시아스는 그 범인은 오이디푸스 본인이라고 말한다. 분노한 오이디푸스는 테이레시아스를 궁궐 밖으로 내쫓지만 곧 진실을 깨닫게 된다.
소포클레스의 《안티고네》에도 테이레시아스가 등장한다. 오이디푸스가 죄책감에 왕위에서 물러나 방랑하고 그의 자식들이 서로 죽고 죽인 뒤, 오이디푸스의 처남이자 외삼촌인 크레온이 테베의 왕이 된다. 크레온은 폴리니케스의 시체를 매방하지 말라고 명령한다. 그의 질녀 안티고네는 그 명령을 어기고 폴리니케스를 묻어주려다가 발각된다. 크레온은 안티고네를 생매장하라고 명한다. 신들은 테이레시아스를 통해 크레온에게 자신들이 동의하지 않는다는 말을 전한다. 테이레시아스는 크레온에게 “그대의 죄로 도시가 병들었다”고 말한다. 그러나 안티고네는 생매장되느니 차라리 죽겠다고 이미 목을 매달아 버렸다. 크레온이 안티고네의 장지에 도착하자 안티고네와 약혼 관계였던 크레온의 아들 하이몬이 크레온을 공격하고 자살한다. 아들과 며느리의 죽음을 전해들은 크레온의 아내 에우리디케 역시 자살하고 크레온은 오열한다.
에피고노이 이야기에서도 테이레시아스의 예언이 등장한다.

## 죽음

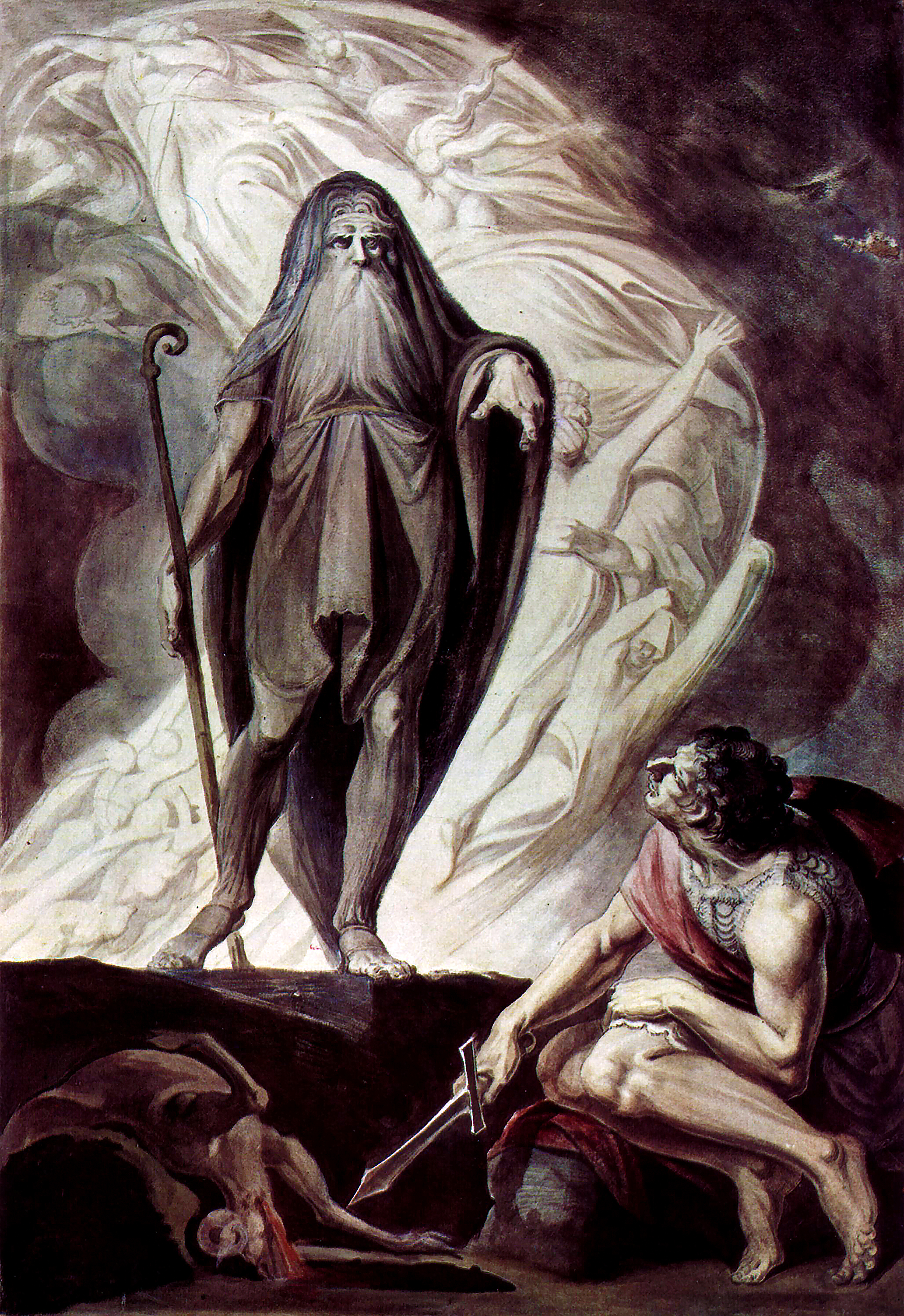
오뒷세우스 앞에 나타난 테이레시아스의 영혼.

테이레시아스는 보이오티아의 틸푸사라는 샘의 썩은 물을 마시고 죽었다고 한다.
그의 영혼은 하데스의 맨 위층인 아스포델 들판으로 갔다고 한다. 그 뒤 오디세우스가 지하세계를 방문했을 때 나타나 오디세우스에게 조언을 해주기도 했다.
다소 뜬금없지만 단테의 《신곡》에서는 천기를 누설했다는 이유로 지옥에 떨어져 있다.